# Jewison Bennett
Jewison Bennett Grant (San José, 2 de noviembre de 1976) es un exfutbolista profesional costarricense que jugó como delantero. Actualmente es asistente técnico de Pablo Salazar en el Club Sport Herediano.

## Clubes
| Club                       | País       | Año         |
| -------------------------- | ---------- | ----------- |
| Club Sport Cartaginés      | Costa Rica | 1995 - 1997 |
| Comunicaciones Fútbol Club | Guatemala  | 1997 - 1999 |
| Club Sport Cartaginés      | Costa Rica | 1999 - 2002 |
| Club Sport Herediano       | Costa Rica | 2002 - 2007 |
| Santos de Guápiles         | Costa Rica | 2007 - 2008 |
| Municipal Pérez Zeledón    | Costa Rica | 2008 - 2009 |
| Brujas Fútbol Club         | Costa Rica | 2009 - 2010 |

## Selección nacional
Jewison Benneth hizo su debut con la Selección de Costa Rica en la Copa de Oro contra Cuba el 4 de febrero de 1998 y jugó un total de 6 partidos.

### Participaciones en Copas del Mundo
| Mundial                                | Sede  | Resultado    |
| -------------------------------------- | ----- | ------------ |
| Copa Mundial de Fútbol Juvenil de 1995 | Catar | Primera Fase |